# Oscar Romero. Un vescovo tra guerra fredda e rivoluzione
Oscar Romero. Un vescovo tra guerra fredda e rivoluzione è una raccolta di contributi riguardanti Óscar Romero a cura di Roberto Morozzo della Rocca.
L'edizione del 2014  è aperta da una prefazione di Roger Etchegaray.

## La raccolta
- "La controversa eredità di un vescovo" di Roberto Morozzo della Rocca
- "La cultura di Romero" di Jesus Delgado
- "Romero e Roma" di Agostino Giovagnoli
- "Romero predicatore" di Mariano Imperato
- "«Sentir con la iglesia»" di Vincenzo Paglia
- "Romero visto da vicino di Edward Idris Cassidy
- "Romero martire della guerra fredda" di Roberto J. Blancarte
- "L'immagine di Romero in america latina" di Marco Gallo
- "Salvador dei giornalisti, Salvador della guerra fredda" di Lucia Annunziata
- "Colloqui salvadoregni di un corrispondente di guerra" di Maurizio Chierici
- "Romero tra mito e storia" di Andrea Riccardi

## Edizioni
- Oscar Romero. Un vescovo tra guerra fredda e rivoluzione, a cura di Roberto Morozzo della Rocca, Milano, Periodici San Paolo srl, 2014,  pp. 285, ISBN 978-88-215-9001-6.